# Yoshikatsu Kawaguchi
Yoshikatsu Kawaguchi (jap. 川口能活 Kawaguchi Yoshikatsu; 15 sierpnia 1975 w Fuji)) – japoński piłkarz grający na pozycji bramkarza.

## Kariera klubowa
Kawaguchi uczęszczał do Tokai No.1 Jr. High School, a następnie do Shimizu Shogyo High School, w których rozpoczął przygodę z piłką. Pierwszy profesjonalny kontrakt podpisał w 1995 roku z drużyną Yokohama F. Marinos. 26 kwietnia zadebiutował w ligowym spotkaniu z Kashiwą Reysol. Już w pierwszym sezonie stał się pierwszym bramkarzem zespołu i wywalczył tytuł mistrza kraju. Został też wybrany Młodym Piłkarzem Sezonu. W 1996 i 1997 zajmował z Yokohamą 3. miejsce w J-League, a na kolejne sukcesy czekał do 2000 roku. Wtedy też został mistrzem pierwszej fazy rozgrywek, a na koniec sezonu został wicemistrzem Japonii. W Yokohamie przez 7 sezonów rozegrał 193 mecze ligowe.
W 2001 roku Kawaguchi wyjechał do Europy. Za 1,8 miliona funtów przeszedł do angielskiego Portsmouth F.C. W Division One zadebiutował w przegranym 1:3 wyjazdowym meczu z Grimsby Town. W „The Pompeys” nie wygrał jednak rywalizacji z byłym reprezentantem Anglii, Dave’em Beasantem, a następnie Shaką Hislopem. W 2003 roku awansował z Portsmouth do Premiership, a po sezonie odszedł do duńskiego FC Nordsjælland, gdzie spędził półtora roku i rozegrał 8 spotkań w pierwszej lidze.
W 2005 roku Kawaguchi wrócił do Japonii i w zespole Júbilo Iwata odzyskał formę. Został pierwszym bramkarzem, a w kolejnych sezonach zajmował miejsca w pierwszej dziesiątce J-League.
| Sezon   | Klub                | Kraj    | Rozgrywki    | Mecze | Bramki |
| ------- | ------------------- | ------- | ------------ | ----- | ------ |
| 1995    | Yokohama F. Marinos | Japonia | J-League     | 41    | 0      |
| 1996    | Yokohama F. Marinos | Japonia | J-League     | 15    | 0      |
| 1997    | Yokohama F. Marinos | Japonia | J-League     | 22    | 0      |
| 1998    | Yokohama F. Marinos | Japonia | J-League     | 34    | 0      |
| 1999    | Yokohama F. Marinos | Japonia | J-League     | 28    | 0      |
| 2000    | Yokohama F. Marinos | Japonia | J-League     | 28    | 0      |
| 2001    | Yokohama F. Marinos | Japonia | J-League     | 25    | 0      |
| 2001/02 | Portsmouth F.C.     | Anglia  | Division One | 11    | 0      |
| 2002/03 | Portsmouth F.C.     | Anglia  | Division One | 1     | 0      |
| 2003/04 | FC Nordsjælland     | Dania   | Superligaen  | 8     | 0      |
| 2004/05 | FC Nordsjælland     | Dania   | Superligaen  | 0     | 0      |
| 2005    | Júbilo Iwata        | Japonia | J-League     | 29    | 0      |
| 2006    | Júbilo Iwata        | Japonia | J-League     | 34    | 0      |
| 2007    | Júbilo Iwata        | Japonia | J-League     | 32    | 0      |
| 2008    | Júbilo Iwata        | Japonia | J-League     |       |        |

## Kariera reprezentacyjna
W reprezentacji Japonii Kawaguchi zadebiutował 13 lutego 1997 roku w przegranym 0:1 towarzyskim spotkaniu ze Szwecją. Rok później pojechał do Francji na Mistrzostwa Świata – był tam pierwszym bramkarzem i zagrał we wszystkich meczach grupowych (przegranych 0:1 z Argentyną, 0:1 z Chorwacją i 1:2 z Jamajką. W 2000 roku znalazł się w kadrze Philippe’a Troussiera na Puchar Azji 2000 i został mistrzem kontynentu. W 2002 roku został członkiem kadry na Mistrzostwa Świata 2002, jednak na tym turnieju był rezerwowym dla Seigo Narazakiego. W 2004 roku ponownie wywalczył Puchar Azji. W 2006 roku Zico powołał Kawaguchiego na Mistrzostwa Świata w Niemczech. Tam był podstawowym zawodnikiem drużyny Nipponu i wystąpił we dwóch meczach: przegranym 1:3 z Australią i zremisowanym 0:0 z Chorwacją. W 2007 roku zajął 4. miejsce w Pucharze Azji 2007.